# 褐蜆蝶屬
褐蜆蝶屬（學名：Abisara）是古蜆蝶亞科褐蜆蝶族中的一個屬。包含在內的30個種分佈於東南亞。

## 物種
埃塞俄比亞界：
- 巴褐蜆蝶 （Abisara barnsi）
- Abisara caeca
- Abisara cameroonensis
- 戴麗褐蜆蝶 （Abisara delicata）
- 戴維褐蜆蝶 （Abisara dewitzi）
- 老褐蜆蝶 （Abisara gerontes）
- 納維褐蜆蝶 （Abisara neavei）
- 白尾褐蜆蝶 （Abisara rogersi）
- 盧氏褐蜆蝶 （Abisara rutherfordii）
- 榙欄褐蜆蝶 （Abisara talantus）
- Abisara tantalus

東亞：

蛇目褐蜆蝶組：
- 曲帶褐蜆蝶 （Abisara abnormis）
- 雙帶褐蜆蝶 （Abisara bifasciata）——又名比發褐蜆蝶
- 蛇目褐蜆蝶 （Abisara echerias）
- 褐蜆蝶 （Abisara kausambi）——又名科森褐蜆蝶
- Abisara latifasciata
- 梯翅褐蜆蝶 （Abisara saturata）

黃帶褐蜆蝶組：
- 白點褐蜆蝶 （Abisara burnii）
- 黃帶褐蜆蝶 （Abisara fylla）
- 方裙褐蜆蝶 （Abisara freda）

長尾褐蜆蝶組：
- Abisara attenuata
- 長尾褐蜆蝶 （Abisara neophron）
- 薩維褐蜆蝶 （Abisara savitri）

地位未定：
- 艾塔褐蜆蝶 （Abisara aita）
- 茶褐蜆蝶 （Abisara chela）
- Abisara chelina
- 白帶褐蜆蝶 （Abisara fylloides）
- 格札褐蜆蝶 （Abisara geza）
- Abisara miyazakii
- Abisara sobrina